# هیون تسیانگ

شوانگ‌زانگ یا هیوان‌تسانگ (انگلیسی: Xuanzang؛ زاده ۱ ژانویه ۰۶۰۲ درگذشته ۱ ژانویه ۰۶۶۴) یک راهب بودایی، محقق، جهانگرد و مترجم چینی در قرن هفتم بود. او به خاطر مشارکت‌های دوران‌سازش در بودیسم چینی، سفرنامه سفرش به شبه‌قاره هند در سال‌های ۶۲۹–۶۴۵ میلادی، تلاش‌هایش برای آوردن بیش از ۶۵۷ متن هندی به چین و ترجمه‌هایش از برخی از این متون شناخته شده است. او تنها توانست ۷۵ بخش متمایز از مجموع ۱۳۳۵ فصل را ترجمه کند، اما ترجمه‌های او شامل برخی از مهم‌ترین متون مهایانه بود.
هیون تسیانگ سیاح و زائر چینی بود که در قرن هفتم میلادی، هم‌زمان با اواخر سلطنت خسرو پرویز و اوایل سلطنت شیرویه به آسیای مرکزی و افغانستان امروزی و سند سفر کرد. او خود هرگز وارد آنچه امروزه ایران نامیده می‌شود، نشده است.
شوان‌زانگ در ۶ آوریل ۶۰۲ در چنلیو، که اکنون شهرداری کایفنگ در استان هنان چین است، به دنیا آمد. او در کودکی به خواندن کتاب‌های مذهبی و مطالعه افکار آنها با پدرش پرداخت. او مانند برادر بزرگترش، دانشجوی مطالعات بودایی در صومعه جینگتو شد. شوان‌زانگ در سیزده سالگی به عنوان یک راهب تازه‌کار منصوب شد. به دلیل ناآرامی‌های سیاسی و اجتماعی ناشی از سقوط دودمان سوئی، او به چنگدو در سیچوآن رفت و در آنجا در بیست سالگی به عنوان یک بهکشو (راهب کامل) منصوب شد.
او بعدها در جستجوی کتاب‌های مقدس بودیسم به سراسر چین سفر کرد. سرانجام، او به چانگ‌آن آمد، که در آن زمان تحت حکومت مسالمت‌آمیز تای‌زونگ (دودمان تانگ) بود، جایی که شوان‌زانگ تمایل به سفر به هند را پیدا کرد. او از سفر فاکسیان به هند می‌دانست و مانند او نگران ماهیت ناقص و نادرست تفسیر شده متون بودایی بود که به چین رسیده بود. او همچنین نگران نظریه‌های رقیب بودایی در ترجمه‌های مختلف چینی بود. او به دنبال متون اصلی سانسکریت ترجمه نشده از هند بود تا به حل برخی از این مسائل کمک کند.
شوان‌زانگ در ۲۷ سالگی سفر هفده‌ساله خود را از طریق جاده ابریشم به هند آغاز کرد. او بدون توجه به ممنوعیت سفر به خارج از کشور، از شهرهای آسیای مرکزی مانند ختن گذشت و خود را به هند رساند. او در میان مکان‌های دیگر، از دانشگاه معروف نالاندا در بیهار هند امروزی بازدید کرد و در آنجا نزد راهب شیله‌بدره به تحصیل پرداخت. او با متون سانسکریت متعدد و با کاروانی متشکل از بیست اسب بارکش از هند بازگشت. امپراتور تای‌زونگ در چین از بازگشت او استقبال کرد و او را به نوشتن سفرنامه‌اش تشویق کرد.
این سفرنامه چینی با عنوان داتانگ شی‌یوجی منبع مهمی دربارهٔ شوان‌زانگ و همچنین برای پژوهش دربارهٔ هند و آسیای مرکزی در قرن هفتم است. سفرنامه او ترکیبی از روایات غیرممکن، شنیده‌ها و روایت دست اول است. بخش‌هایی از آن به عنوان terminus ante quem سال ۶۴۵ میلادی برای رویدادها، نام‌ها و متن‌هایی که او ذکر می‌کند، استفاده و مورد بحث و بررسی قرار گرفته است. متن او به نوبه خود الهام بخش رمان سیر باختر نوشته وو چنگین در طول دودمان مینگ، حدود نه قرن پس از مرگ شوان‌زانگ بود.

## بازگشت به چین
هیون تسیانگ در سال ۶۴۵ به چین بازگشت و ترجمه‌های گسترده‌ای از ادبیات بودایی از سانسکریت انجام داد. ترجمه‌های او به‌طور گسترده‌ای، همچنین در کره و ژاپن مورد مطالعه و بررسی قرار گرفته است. می‌توان در ترجمه هیون تسیانگ از متن مذهبی هندی خزانه‌داری ابهیدارما (Abhidharmakośabhāṣya)، یک رساله مهم بودایی در دارما، متافیزیک، و کیهان‌شناسی، که توسط واسوباندو (نویسنده هندی) بین قرن سوم و پنجم نوشته شده است، اشاراتی به ایران پیدا کنیم. هیون تسیانگ همان رساله را بین سال‌های ۶۵۱ و ۶۵۴ ترجمه کرده است. همان‌طور که جاناتان سیلک (۲۰۰۸) بحث کرده است، ترجمه خزانه‌داری ابهیدارما از آداب و رسوم ایرانی به عنوان نمونه‌هایی از رفتارهای متجاوزانه یاد می‌کند که بودایی‌ها باید آن‌ها را اشتباه تشخیص دهند. مورد زیر در ترجمه هیون تسیانگ از خزانه‌داری ابهیدارما است:
برای مثال، «برخاسته از جهل»، در معابد هترودوکس، [بر اساس] این دارما (دارما را در معنی وظیفه و رسالت هر فرد در زندگی در نظر می‌گیرند)، آنها آگاهانه کشتار را انجام می‌دهند. همچنین پادشاهان بر اساس قوانین دنیوی، دشمنان خود را اعدام می‌کنند و اراذل و اوباش را از بین می‌برند و معتقدند که کشتار، شایستگی زیادی به دست می‌آورد. همچنین پارسیان بیان می‌کنند که وقتی پدر و مادر فرد مسن و بیمار باشند، اگر در پایان عمر از ناراحتی و رنج معاف شوند، شایستگی عالی خواهد داشت. همچنین، مسیر هترودوکسی بیان می‌کند که کسی که مارها، عقرب‌ها و غیره را - آنهایی که برای مردم سمی هستند - سلاخی می‌کند، شایستگی عالی را به همراه دارد.

## کتابسوابق مناطق غربی
سوابق مناطق غربی، روایت سفر نوزده ساله او در هنگام دودمان تانگ از چین و از طریق مناطق غربی به هند قرون وسطی و بازگشت او به چین در اواسط قرن هفتم بعد از میلاد است.